# Bård Finne
Bård Finne (født 13. februar 1995) er en norsk fodboldspiller som spiller for SK Brann i den næst bedste norske liga.
Finne er født i Bergen, hvor han spillede for den lokale klub Trane og senere Nymark. I 2012 skrev han under på sin første professionelle klub med SK Brann, og spillede 26 kampe i den bedste norske række, Eliteserien i sæsonerne 2012 og 2013, før han i 2014 skriftede til den tyske klub 1. FC Köln. Finne spillede i Köln i to år, før han i januar 2016 skiftede til en anden tysk klub, 1. FC Heidenheim, grundet manglende spilletid i Köln. I januar 2017 forlod han Tyskland og skrev kontrakt med Oslo-klubben Vålerenga, hvor han skulle hjælpe dem i bundstriden i Eliteserien. Han fik debut den 3. april 2017 i en 1–0 sejr over Viking. Her blev han sågar matchvinder, da han scorede kampens eneste mål i klubbens 1-0 sejr.
I efteråret 2020 skrev Finne under på en kontrakt med SønderjyskE. Han var i det sidste halve år af sin kontrakt i Vålerenga og kunne derfor skrive under på en fri transfer. Han tiltrådte i Haderslev-klubben den 1. januar 2021.